# Women's National Basketball Association 2000
Women's National Basketball Association 2000 var den fjärde säsongen av den amerikanska proffsligan i basket för damer. Säsongen inleddes måndagen den 29 maj och avslutades onsdagen den 9 augusti 2000 efter 256 seriematcher. Lagen i samma Conference mötte varandra tre gånger, två hemma och en borta eller vice versa, vilket gav totalt 21 omgångar, samt lagen från den andra Conferencen en eller två gånger, vilket gav ytterligare 11 omgångar, totalt 32 matcher. De fyra första lagen i varje Conference gick därefter till slutspel som spelades mellan den 12 och 26 augusti. Houston Comets blev mästare för fjärde året i rad efter att ha besegrat New York Liberty med 2-0 i finalserien.
När ligan expanderades inför säsongen antogs Indiana Fever från Indianapolis, Indiana, Miami Sol från Florida, Portland Fire från Oregon och Seattle Storm från Washington som nya lag.

## Grundserien
Not: V = Vinster, F = Förluster, PCT = Vinstprocent
| Lag                | V  | F  | PCT  |
| ------------------ | -- | -- | ---- |
| New York Liberty   | 20 | 12 | .625 |
| Cleveland Rockers  | 17 | 15 | .531 |
| Orlando Miracle    | 16 | 16 | .500 |
| Washington Mystics | 14 | 18 | .438 |
| Detroit Shock      | 14 | 18 | .438 |
| Miami Sol          | 13 | 19 | .406 |
| Indiana Fever      | 9  | 23 | .281 |
| Charlotte Sting    | 8  | 24 | .250 |

| Lag                 | V  | F  | PCT  |
| ------------------- | -- | -- | ---- |
| Los Angeles Sparks  | 28 | 4  | .875 |
| Houston Comets      | 27 | 5  | .844 |
| Sacramento Monarchs | 21 | 11 | .656 |
| Phoenix Mercury     | 20 | 11 | .625 |
| Utah Starzz         | 18 | 14 | .563 |
| Minnesota Lynx      | 15 | 17 | .469 |
| Portland Fire       | 10 | 22 | .313 |
| Seattle Storm       | 6  | 26 | .188 |

## Slutspelet
- De fyra bästa lagen från varje Conference gick till slutspelet.
- Alla slutspelsomgångar avgjordes i bäst av tre matcher.

|  | Conference Semifinal Bäst av 3 | Conference Semifinal Bäst av 3 | Conference Semifinal Bäst av 3 |           |    | Conference Final Bäst av 3 | Conference Final Bäst av 3 | Conference Final Bäst av 3 |  |  | WNBA Final Bäst av 3 | WNBA Final Bäst av 3 | WNBA Final Bäst av 3 |  |
|  |                                |                                |                                |           |    |                            |                            |                            |  |  |                      |                      |                      |  |
|  | E1                             | New York                       | 2                              |           |    |                            |                            |                            |  |  |                      |                      |                      |  |
|  | E1                             | New York                       | 2                              |           |    |                            |                            |                            |  |  |                      |                      |                      |  |
|  | E4                             | Washington                     | 0                              |           |    |                            |                            |                            |  |  |                      |                      |                      |  |
|  | E4                             | Washington                     | 0                              |           | E1 | New York                   | 2                          |                            |  |  |                      |                      |                      |  |
|  | Eastern Conference             |                                |                                |           | E1 | New York                   | 2                          |                            |  |  |                      |                      |                      |  |
|  |                                |                                | E2                             | Cleveland | 0  |                            |                            |                            |  |  |                      |                      |                      |  |
|  | E2                             | Cleveland                      | E2                             | Cleveland | 0  | 2                          |                            |                            |  |  |                      |                      |                      |  |
|  | E2                             | Cleveland                      |                                |           |    |                            |                            |                            |  |  |                      |                      |                      |  |
|  | E3                             | Orlando                        | 1                              |           |    |                            |                            |                            |  |  |                      |                      |                      |  |
|  | E3                             | Orlando                        | 1                              |           | E1 | New York                   | 0                          |                            |  |  |                      |                      |                      |  |
|  |                                |                                |                                |           |    |                            |                            |                            |  |  |                      |                      |                      |  |
|  |                                |                                | W2                             | Houston   | 2  |                            |                            |                            |  |  |                      |                      |                      |  |
|  | W1                             | Los Angeles                    | W2                             | Houston   | 2  | 2                          |                            |                            |  |  |                      |                      |                      |  |
|  | W1                             | Los Angeles                    |                                |           |    |                            |                            |                            |  |  |                      |                      |                      |  |
|  | W4                             | Phoenix                        | 0                              |           |    |                            |                            |                            |  |  |                      |                      |                      |  |
|  | W4                             | Phoenix                        | 0                              |           | W1 | Los Angeles                | 0                          |                            |  |  |                      |                      |                      |  |
|  | Western Conference             |                                |                                |           | W1 | Los Angeles                | 0                          |                            |  |  |                      |                      |                      |  |
|  |                                |                                | W2                             | Houston   | 2  |                            |                            |                            |  |  |                      |                      |                      |  |
|  | W2                             | Houston                        | W2                             | Houston   | 2  | 2                          |                            |                            |  |  |                      |                      |                      |  |
|  | W2                             | Houston                        |                                |           |    |                            |                            |                            |  |  |                      |                      |                      |  |
|  | W3                             | Sacramento                     | 0                              |           |    |                            |                            |                            |  |  |                      |                      |                      |  |

### WNBA-final
Houston Comets vs New York Liberty
| Match   | Datum      | Hemmalag | Bortalag | Resultat |
| ------- | ---------- | -------- | -------- | -------- |
| Match 1 | 24 augusti | New York | Houston  | 52 - 59  |
| Match 2 | 26 augusti | Houston  | New York | 79 - 73  |

Houston Comets vann finalserien med 2-0 i matcher